# Porta OR
| INPUT A B | INPUT A B | OUTPUT A + B |
| 0         | 0         | 0            |
| 0         | 1         | 1            |
| 1         | 0         | 1            |
| 1         | 1         | 1            |

La porta OR (dalla congiunzione inglese or, "o") è una porta logica digitale che implementa la disgiunzione logica: essa si comporta come la tabella di verità a destra. Quando entrambe le sue entrate (input) sono su 0 (zero) o su BASSA, la sua uscita (output) è su 0 o su BASSA, mentre quando una sola delle sue entrate è su 1 (uno) o su ALTA, la sua uscita sarà su 1 o su ALTA. In altre parole, la funzione OR trova effettivamente il massimo tra due cifre binarie, proprio come la funzione complementare AND (equivalente alla congiunzione "e") trova il minimo tra due cifre binarie.

## Simboli
Si usano tre simboli per le porte OR: il simbolo statunitense (ANSI o "militare") e il simbolo IEC ("europeo" o "rettangolare"), oltre al simbolo deprecato DIN. Per una panoramica generale sui simboli delle porte logiche vedi la voce Porta logica.

Questo diagramma schematico mostra la disposizione delle porte OR all'interno di un circuito integrato standard 4071 CMOS.

|                  |             |             |
| Simbolo MIL/ANSI | Simbolo IEC | simbolo DIN |

## Descrizione hardware e disposizione dei contatti
Le porte OR sono porte logiche basilari e come tali sono disponibili nelle famiglie logiche di circuiti integrati (CI) TTL e CMOS. Il CI standard CMOS serie 4000 è il 4071, che comprende quattro porte OR indipendenti a 2 entrate. La versione TTL tradizionale è la 7432. Ci sono molti derivati della porta OR originale 7432. Tutte hanno la stessa disposizione dei contatti o piedini ("piedinatura"), ma diversa architettura interna, il che consente loro di operare in diversi intervalli di tensione e/o a velocità superiori. In aggiunta alla porta OR standard a 2 entrate, sono disponibili anche porte a 3 e a 4 entrate. Nella serie CMOS, queste sono:
- 4075: tripla porta OR a 3 entrate
- 4072: porta OR duale a 4 entrate.

Le variazioni TTL comprendono:
- 74LS32: porta OR quadrupla a 2 entrate (versione Schottky a bassa potenza)
- 74HC32: porta OR quadrupla a 2 entrate (versione CMOS ad alta velocità) - ha minore consumo di corrente/più ampio intervallo di tensione
- 74LVC32: versione CMOS della stessa porta a bassa tensione.

## Linguaggio di descrizione dell'hardware
modulo(a,b,c);
entrata a,b;
uscita c;
or (c,a,b);
fine;

## Implementazioni
|  |  |  |

### Alternative
Se non sono disponibili porte OR specifiche, se ne può ricavare una dalle porte NAND o NOR nella configurazione mostrata nell'immagine a destra di questo testo. Qualsiasi porta logica può essere ricavata da una combinazione di porte NAND o NOR.
| Costruzione NAND | Costruzione NOR |
| ---------------- | --------------- |
|                  |                 |

## OR cablato

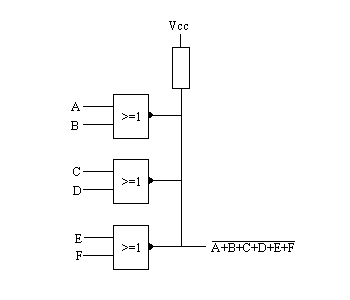
Porta OR cablata che usa porte NOR con collettore aperto

Con uscite logiche attive-basse dotate di collettore aperto, usate per i segnali di controllo in molti circuiti, una funzione OR può essere prodotta cablando insieme varie uscite. Questa disposizione è chiamata OR cablato. Questa implementazione di una funzione OR si trova tipicamente nei circuiti integrati dei processi con soli transistor di tipo N o P.